# Prolom
Prolom (bulgariska: Пролом) är ett distrikt i Bulgarien.   Det ligger i kommunen Obsjtina Karlovo och regionen Plovdiv, i den centrala delen av landet, 130 km öster om huvudstaden Sofia.
Omgivningarna runt Prolom är en mosaik av jordbruksmark och naturlig växtlighet. Runt Prolom är det ganska glesbefolkat, med 28 invånare per kvadratkilometer.